# Rhodoleia macrocarpa
Rhodoleia macrocarpa är en trollhasselart som beskrevs av Hung T. Chang. Rhodoleia macrocarpa ingår i släktet Rhodoleia och familjen trollhasselfamiljen. Inga underarter finns listade i Catalogue of Life.